# Vaiaku
Vaiaku falu, egyben Tuvalu fővárosa. A Csendes-óceán szívében, Funafuti atollon, Fongafale sziget déli partján fekszik.

## Földrajza
Funafuti kissé elnyúlt gyűrű alakú, zátonyokból és hosszúkás szigetekből álló korallképződmény, úgynevezett atoll, egyenletesen meleg éghajlattal.

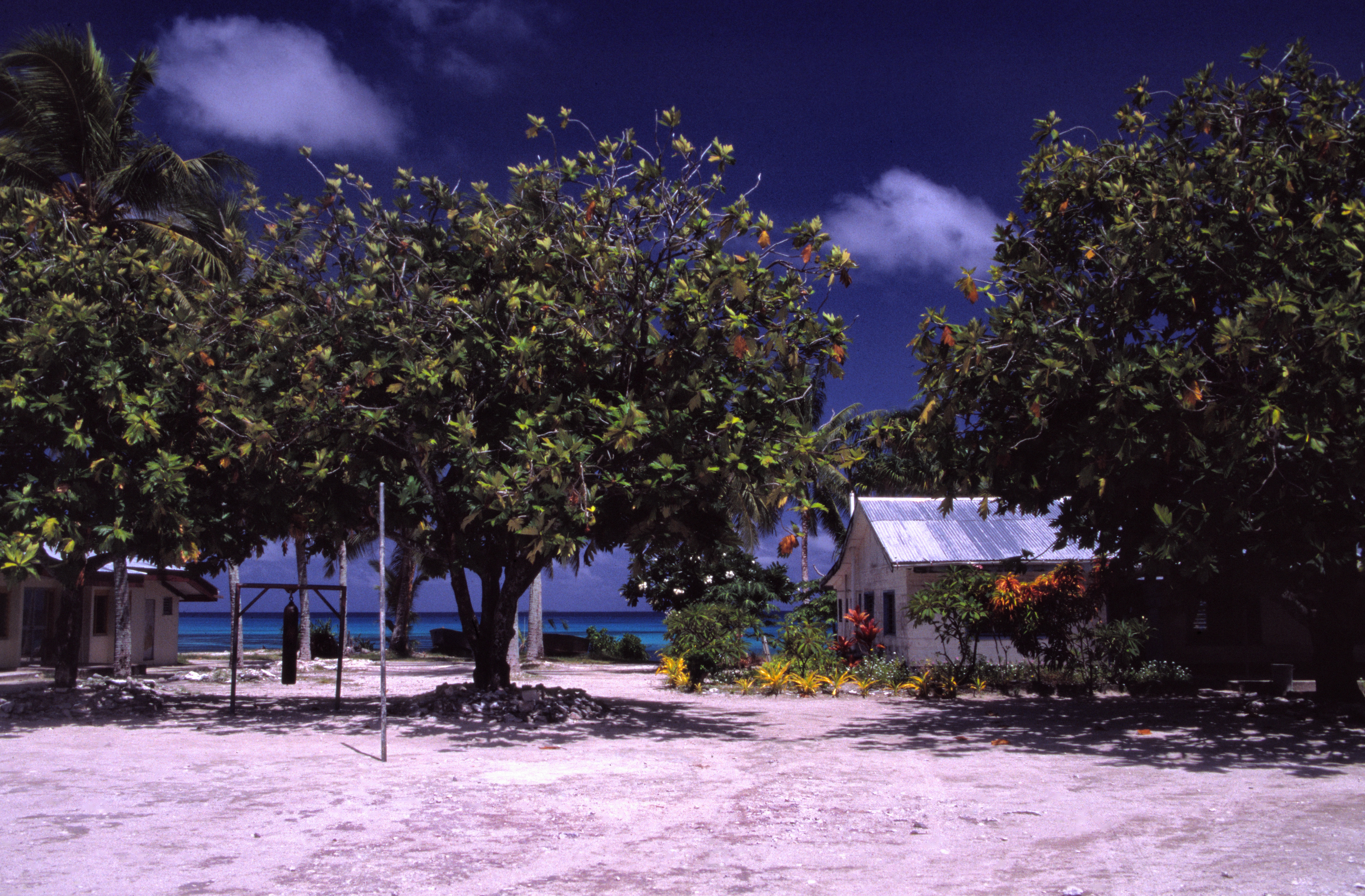
Iskola a szigeten

Nevét a földrajztudományban egy itt végzett kutatófúrás tette ismertté, amely során még 330 méter mélységben sem érték el a korallmészkő talapzatát. Ez meglepő eredmény volt, mivel a korallok csak a vízfelszín közvetlen közelében élnek és építkeznek. Az ilyen vastagságú korallképződmény hosszan tartó, lassú süllyedés révén keletkezhetett.
Charles Darwin elmélete alapján a sziget talán egy rég kialudt, lassan a mélybe süllyedt vulkán helyét jelöli.

## Története

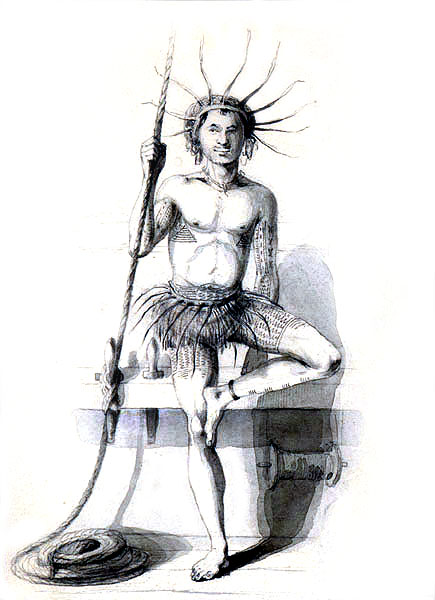
Polinéz viselet egy 1841-s rajzon

A kilenc kis korallszigetből álló Tuvalu neve csak 1975 óta szerepel a térképeken; korábban Ellice-szigetek néven brit gyarmat volt.
A szigetek összterülete mindössze 24,6 négyzetkilométer, melyen 7000 főt számláló polinéz népesség él. Az aprócska főváros, a Funafuti szigetén épült Vaiaku lakossága a 2002-es népszámlálás adatai szerint 516 fő, míg a neki helyet adó Funafuti atoll népessége a 2002-es népszámlálás adatai alapján 4492 fő.
A szigetet kókuszpálmák, fehér korallzátonyok és halványkék víztükör jellemzi, melyek környezetében a szerény, csendes városka, Vaiaku mindmáig meg tudta őrizni a távoli déltengeri szigetek régi útleírásokból ismert varázsát.

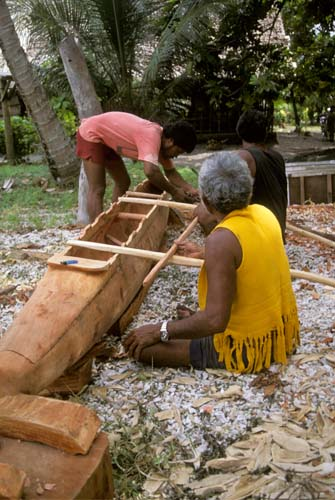
Csónaképítés a szigeten

A Funafuti közepén épült repülőtér közlekedési kapcsolatai emelték Vaiakut a főváros rangjára.
Itt, Vaiakun található a teljes közigazgatás és Tuvalu egyetlen szállodája, a Vaiaku Langi Hotel is. Gyakran nevezik Vaiakut az ország fővárosának, bár hivatalosan az egész Funafuti atoll viseli ezt a rangot.